# Sinaptogenesi
La sinaptogenesi o formazione delle sinapsi è l'insieme dei processi che portano alla formazione delle sinapsi nel cervello lungo l'intero arco della vita. Siccome alcune malattie neurodegenerative vanno a decrescere il numero di neuroni e sinapsi nel cervello, la sinaptogenesi è anche pensabile come uno dei rimedi per prevenire o rallentare il decorso di queste malattie. La plasticità sinaptica è un concetto che si affianca a quello di "sinaptogenesi" siccome è la qualità di una sinapsi di essere rafforzata o di decadere.
La ricerca sulla sinaptogenesi e plasticità sinaptica si affianca a quella sulla neurogenesi, neurotrofia, neuroprotezione e angiogenesi.

## Presentazione
Le sinapsi sono delle strutture di giunzione nel cervello organizzate in coppia (pre-sinapsi e post-sinapsi o "neurone pre-sinaptico" e "neurone/target post-sinaptico") che passano l'informazione da un neurone all'altro sotto forma di messaggi chimici. Il neurone pre-sinaptico termina con un collo e un bottone (o "terminal" o "assone") sinaptico pieno di vescicole sinaptiche che comunica con la spina dendritica di un neurone post-sinaptico; tra i due, si trova una fessura sinaptica simile a uno spazio vuoto. Sia il neurone pre-sinaptico che il neurone post-sinaptico sono avvolti da una membrana, rispettivamente la membra pre-sinaptica e post-sinaptica. La membrana è formata perlopiù da fosfatidi e proteine sinaptiche (divise in proteine pre-sinaptiche e post-sinaptiche).
Nei vertebrati, la sinaptogenesi inizia già nel cervello in fase embrionale, dopodiché continua anche nella vita postnatale. Nei primi 400 giorni, si forma il 90% delle sinapsi al ritmo di circa 40.000 al secondo, cioè 2 milioni al minuto. Le sinapsi nella corteccia sensoriale si sviluppano più precocemente rispetto a quelle nella corteccia prefrontale, che è coinvolta nell'autocontrollo. Il ritmo della sinaptogenesi poi rallenta fino alla pubertà e si stabilizza in valori bassi nell'adulto e in determinate aree del cervello. Infine, questo ritmo crolla durante la vecchiaia.
Le sinapsi, a seguito della loro formazione, per la maggior parte non sopravvivono, per cui decadono/degenerano. La degenerazione avviene per la mancanza di passaggio di neurotrasmettitori nella nuova sinapsi, per cui non sono funzionanti. Le sinapsi che sopravvivono possono impiegare giorni o settimane per funzionare. Siccome serve il passaggio di neurotrasmettori tra la pre-sinapsi e la post-sinapsi, la sinaptogenesi (in riferimento alle sinapsi che effettivamente sopravvivono) si può anche definire come il processo con cui si forma il sito di rilascio di neotrasmettori in un neurone pre-sinaptico e il sito recettivo nel neurone partner/post-sinaptico.
Una perdita eccessiva di sinapsi pregresse nel cervello è correlata a malattie neurodegenerative come la malattia di Alzheimer; ad esempio, l'insorgenza di questa malattia è accompagnata a deficit di memoria che sarebbero causati da neurotossine che hanno un'azione di decadimento di sinapsi nell'ippocampo, che è la sede della memoria. In alternativa, la diminuzione di sinapsi nell'ippocampo deriva dal calo di produzione della membrana sinaptica, un componente necessario per la genesi di nuove sinapsi.

## Incremento
- Nei pazienti affetti da Alzheimer, la sinaptogenesi può essere incrementata assumendo più uridina, acido grasso Omega-3 animale (acido docosaesaenoico DHA o acido eicosapentaenoico EPA) e colina. Tutte e tre queste sostanze sono correlate al Ciclo di Kennedy, un percorso che forma i fosfatidi nelle membrane sinaptiche, a loro volta indispensabili perché avvenga la sinaptogenesi. In più, l'uridina inoltre aumenta la produzione di proteine sinaptiche, che sono il secondo maggiore componente delle membrane sinaptiche, e promuove la neuritogenesi (e dunque ha effetti neurotrofici).[3] La somministrazione di DHA ai ratti ha mostrato un incremento di fosfatidi e specifiche proteine pre-sinaptiche e post-sinaptiche. L'analisi del loro cervello ha mostrato anche un aumento delle spine dendritiche nei neuroni post-sinaptici. Questi tre nutrienti potrebbero avere effetti anche su pazienti colpiti da infarto o lesione cerebrale.[4] Un altro studio ha mostrato un incremento di fosfatidi e proteine sinaptiche nel cervello dei ratti dopo la somministrazione di omega-3 (e.g., DHA), colina e di una pirimidina (e.g., uridina) per 4 settimane. Per la precisione, la somministrazione ha compreso cloruro di colina, UMP (una fonte di uridina) e DHA.[5] Un ulteriore studio su ratti in gravidanza ha mostrato come i ratti a cui sono stati somministrati uridina e/o DHA 10 giorni prima del parto partorivano figli con un maggiore numero di spine dendritiche nell'ippocampo, in base alla misurazione dopo lo svezzamento. Inoltre, avevano maggiori livelli di fosfatidi e proteine pre-sinaptiche e post-sinaptiche, per la precisione di sinapsina-1 (SYN1), mGluR1 (recettore metabotropico del glutammato 1) e PSD-95 (densità post-sinaptica 95).[6] La somministrazione di uridina, DHA e colina ai ratti inoltre favorisce il rilascio di neurotrasmettitori e migliora la conizione.[7] Un altro studio ha riportato come la somministrazione di uridina e DHA ai ratti in vivo aumenta il numero di spine dendritiche e le funzioni cognitive. In base a osservazioni di cellule di ratto PC12 coltivate in vitro riportate nello stesso studio, l'uridina da sola ha anche effetti neurotrofici siccome promuove la neuritogenesi. Lo studio indica l'uridina e DHA come "precursori" dei fosfatidi della membrana sinaptica e aggiunge che la somministrazione di uridina e DHA insieme attivano la produzione di proteine sinaptiche.[8] L'uridina in particolare favorisce la sintesi proteica delle proteine sinaptiche attraverso l'attivazione del recettore P2Y.[7] L'acido arachidonico, in base alla somministrazione ai ratti, non riesce a replicare gli effetti sinaptogenici del DHA;[9] un altro studio conferma questo risultato.[10] Gli alimenti più ricchi di colina sono l'uovo, la soia, il germe di grano tostato (cioè la parte riproduttiva del frutto) e il fungo shiitake.[11] Gli alimenti più ricchi di Omega-3 animale sono i pesci grassi (sardine, salmone, sgombro/maccarello e acciughe), l'olio di pesce e l'olio di fegato di merluzzo.[12] L'uridina è contenuta nelle barbabietole da zucchero, canna da zucchero, pomodori, lievito (in particolare quello utilizzato per fare la birra), frattaglie e broccoli.[13]
- L'esercizio fisico ha effetto sinaptogenici in base a quanto osservato sui ratti a seguito di 4 settimane di esercizio fisico (i ratti avevano una ruota all'interno della gabbia, mentre il gruppo di controllo era sprovvisto di ruota). L'esercizio fisico infatti induce l'espressione dell'mRNA della proteina disaccoppiante 2 (UCP2) insieme al consumo mitocondriale di ossigeno nell'ippocampo, per cui si sintetizza questa proteina mitocondriale e cambia il metabolismo mitocondriale. Questi effetti portano per la precisione a un incremento di mitocondri e sinapsi nelle cellule granulari (e dunque nella zona subgranulare) del giro dentato e nello strato radiato della regione CA1. Nei topi modificati geneticamente (topi knockout) in cui l'espressione della proteina mitocondriale UCP2 è stata disattivata, questi effetti non sono stati notati. Tuttavia, a parte uno studio di Li, Okamoto, Hayashi et al. (2004),[14] il ruolo dei mitocondri nelle funzioni neuronali perlomeno al 2008 era in parte sconosciuto.[15] Delle ricerche successive hanno gettato luce sull'argomento: ad esempio, i mitocondri producono ATP (e dunque energia) per il cervello, senza la quale i neuroni morirebbero. Pertanto, pochi mitocondri o delle disfunzioni mitocondriali (e.g., per mutazioni di geni o del DNA) portano a poca produzione di ATP e apoptosi, che a sua volta innesca o peggiora alcune malattie neurodegenerative come l'Alzheimer e il Parkinson.[16][17][18][19][20][21][22] Secondo un altro studio, l'esercizio fisico e l'esplorazione dell'ambiente nei ratti adulti influenza la sinaptogenesi nel giro dentato (e dunque nei neuroni granulari) a causa dell'azione del fattore BDNF, una neurotrofina che ha effetti neurotrofici; le sessioni di attività fisica e esplorazione erano brevi.[23] La zona subgranulare del giro dentato (una parte della formazione ippocampale) è una delle zone neurogeniche nel cervello adulto. Infine, l'esercizio fisico nei ratti colpiti da ischemia cerebrale ha effetti sinaptogenici siccome stimola la produzione endogena di agrina, un proteoglicano prodotto dai motoneuroni. I ratti sono stati fatti allenare un giorno dopo l'evento ischemico causato da occlusione dell'arteria cerebrale media e l'allenamento è durato fino a 14 giorni.[24]
- L'apprendimento associativo, in base alle osservazioni sui conigli, provoca la formazione di nuove sinapsi in cui il bottone sinaptico nella pre-sinapsi ha la caratteristica di essere multi-sinaptico. L'apprendimento associativo non forma sinapsi con più di una spina dendritica. Pertanto, l'apprendimento associativo stimola un tipo specifico di sinaptogenesi.[25] Un esempio di apprendimento associativo è l'associazione del suono della campanella al momento del pasto, come ad esempio nel cane di Pavlov. In questo tipo di sinaptogenesi, nasce un neurone pre-sinaptico che forma più di una sinapsi su un neurone post-sinaptico (per cui non è detto che un neurone pre-sinaptico formi una sola sinapsi con il proprio neurone post-sinaptico): gli impulsi vengono trasmessi in più punti della superficie invece che in uno solo. Pertanto, non si forma una sinapsi completamente nuova a sé, ma si aggiunge un nuovo punto di contatto in una sinapsi pre-esistente.
- L'apprendimento motorio, in base alle osservazioni sui ratti, provoca nell'arco di 30 giorni la sinaptogenesi nel cervello e, contestualmente, l'angiogenesi (cioè la formazione di nuovi vasi sanguigni a partire da quelli già esistenti) nella corteccia cerebellare, cioè nel cervelletto.[26] Un ulteriore studio di Qiao, Wu, Ma et al. (2022) basato sull'osservazione dei ratti 8-24 ore dopo l'esercizio fisico specifica le caratteristiche della sinaptogenesi durante l'apprendimento motorio.[27]
- Il rosmarino promuove la sinaptogenesi e neurotrofia nei ratti colpiti da ischemia cerebrale focale permanente a causa dell'azione dell'acido rosmarinico, un fenolo naturale con forte effetto antiossidante e antinfiammatorio. L'acido rosmarinico è stato somministrato ai ratti alcuni giorni prima e nei 5 giorni successivi all'ischemia.[28]
- L'olio essenziale di limone estratto dal frutto del limone modula la densità sinaptica nell'ippocampo, in base a quanto osservato sui ratti colpiti dall'Alzheimer. Nello studio, l'olio essenziale è stato fatto inalare attraverso pratiche di aromaterapia ai ratti per un'ora al giorno nell'arco di 30 giorni. L'olio essenziale di limone ha anche effetti antinfiammatori e antidepressivi e viene usato anche per trattare il diabete e le malattie cardiovascolari. Studi sugli umani con doppio cieco e uso di placebo ne hanno mostrato anche effetti ansiolitici. Gran parte degli effetti benefici dell'olio essenziale di limone deriva dai suoi flavonoidi e dalla vitamina C, entrambi antiossidanti.[29]
- L'estratto di Ginkgo Biloba incrementa la sinaptogenesi e neurogenesi nell'ippocampo a causa dell'azione congiunta della bilobalide e quercetina.[30]
- L'estratto di coriandolo (Coriandrum sativum) ha effetti sinaptogenici e neuroprotettivi in quanto è antiossidante. Gli effetti sinaptogenici sono stati osservati sui neuroni ippocampali in vitro.[31]
- L'estratto di Undaria pinnatifida (alga wakame), un'alga bruna, promuove la neuritogenesi dei neuroni nell'ippocampo in base alle osservazioni in vitro; inoltre, promuove la sinaptogenesi e la spinogenesi nei neuroni coltivati siccome aumenta il numero di sinapsi eccitatorie e inibitorie e il numero di spine dendritiche. L'estratto di alga wakame dunque potrebbe diventare un trattamento terapeutico per prevenire e trattare le malattie neurodegenerative.[32]
- Il ginseng (Panax ginseng) contiene ginsenoidi che hanno effetti sinaptogenici e neurogenici in base agli esperimenti sui ratti[33]
- Il resveratrolo è un polifenolo liposolubile (si scioglie nei grassi) contenuto nella buccia d'uva rossa e nel vino rosso che ha effetti sinaptogenici e neuritogenici nelle cellule nervose da lesione da deprivazione/riossigenazione di ossigeno-glucosio in base a osservazioni in vitro. Questi effetti deriverebbero dall'attivazione della sirtuina-1 (SIRT1). Il resveratrolo ha anche effetti antiossidanti, antinfiammatori, anti-apoptotici e anti-tumorigenici.[34] Il resveratrolo è scarsamente biodisponibile, per cui la sua biodisponibilità viene aumentata con l'assunzione di quercetina; tuttavia, la quercetina a sua volta è scarsamente biodisponibile.
- L'acido abscissico (ABA) è un fitormone (cioè un ormone delle piante) che promuove la sinaptogenesi nei ratti e ne migliora l'apprendimento e memoria spaziale; nel loro cervello, è stato osservato un aumento della densità delle spine dendritiche nell'ippocampo. L'ABA è stato somministrato ai ratti tra il 7° e il 21° giorno dalla loro nascita, cioè nel periodo in cui il loro cervello si sviluppa maggiormente nella fase postnatale. Nelle piante, l'acido abscissico è coinvolto nella crescita e sviluppo della pianta e ne regola la risposta allo stress ambientale; quest'ultimo aumenta il livelli di acido abscissico nella radice e foglie. La presenza di ABA nel cervello dei ratti e maiali è già stato rintracciato nel 1986 e deriva da somministrazione esogena.[35] Gli alimenti più ricchi di acido abscissico sono la soia e il fico.[36]
- L'estratto di foglie di Calotropis gigantea promuove la sinaptogenesi e la neuritogenesi nell'ippocampo dei ratti[37]
- La baicalina (BAI), un flavone presente nell'estratto di Scutellaria baicalensis Georgi ripristina la sinaptogenesi nei ratti affetti da encefalopatia epatica minima in base a osservazioni dei neuroni ippocampali in vitro. Le osservazioni hanno inoltre indicato come la baicalina non sia tossica per la corteccia cerebrale e ippocampo dei ratti. La baicalina riesce ad attraversare la barriera emato-encefalica.
- L'estratto di radice di Withania somnifera (ashwaganda) contiene withanolide-A (WT-A) che ha effetti sinaptogenici nelle cellule nervose in vitro dei ratti colpiti da atrofia neuronale; per la precisione, gli effetti sono stati osservati nella corteccia cerebrale e ippocampo. L'ashwaganda è un rimedio molto usato nella medicina ayurvedica[38]
- L'estratto di foglie di Centella asiatica o "Gotu Kola", usata nella medicina ayurvedica e nella medicina tradizionale cinese, promuove la sinaptogenesi nelle cellule embrionali di ratto coltivate in vitro. Inoltre, ha anche effetti neurogenici, neurotrofici e neuroprotettivi.[39] Inoltre, l'estratto somministrato ai topi per 6 settimane ha migliorato lo sviluppo/arborizzazione dendritica neuronale dei neuroni CA3 dell'ippocampo ("CA3" è un sotto-modulo dei neuroni ippocampali)[40] e un esperimento identico ha mostrato lo stesso risultato nei neuroni amigdaloidi; entrambi i tipi di neuroni sono collegati all'apprendimento e memoria.[41] Infine, la densità sinaptica ippocampale è stata aumentata anche nei ratti di 20 mesi, dunque ratti anziani, dopo 2 settimane di assunzione.[42] Parte dei suoi effetti positivi sul cervello nei ratti deriva da uno dei suoi componenti fondamentali, l'acido asiatico.[39]
- L'estratto di foglie di Moringa oleifera, già usata nella medicina ayurvedica, ha effetti sinaptogenici e neuritogenici in base all'osservazione di cellule neuronali dell'ippocampo in vitro.[43]
- L'estratto di semi d'uva ha effetti sinaptogenici e neurogenici sui ratti anziani dopo 8 settimane di somministrazione.[44]
- L'inalazione in aromaterapia del Silexan, un principio attivo ricavato dall'olio essenziale di fiori di Lavandula angustifolia Miller, ha effetti sinaptogenici, antidepressivi, ansiolitici (cioè di alleviazione dell'ansia) e neurotrofici nei ratti osservati in vivo e in vitro; per la precisione, ha aumentato la crescita di neuriti e la sinaptogenesi nell'ippocampo dei ratti.[45]
- Una variante di un decotto appartenente alla medicina tradizionale cinese, il Kaixin San (KXS, 开心散), ha effetti sinaptogenici e neuritogenici in base all'osservazione di cellule PC12 in vitro e di ratti a cui è stato somministrato per 7 giorni. La variante si chiama KXS2012, dall'anno in cui è stata inventata, e si basa su un dosaggio ottimizzato degli ingredienti. Gli ingredienti sono: radice e rizoma di ginseng (Panax ginseng), radice di Polygala tenufolia Wild., rizoma di Acori tatarinowii Schott e sclerozio del fungo Poria cocos Wolf. La versione originale di Sun Simiao del 652 ha un dosaggio degli ingredienti pari a 1:1:25:50, una variante nella stessa opera di Sun Simiao ha un dosaggio pari a 3:2:2:3, mentre la terza versione del 984 contenuta in un'opera giapponese di Nima Yasunori è pari a 1:1:1:2. La variante del 2012 ha un dosaggio 1:1 (ginseng-Polygala tenufolia) e 1:2 (Acori tatarinowii-Poria cocos); le due coppie di ingredienti hanno un dosaggio 1:5.[46][47] La versione giapponese del decotto comunque è già di per sé capace di avere effetti sinaptogenici siccome incrementa l'espressione di proteine sinaptiche nell'ippocampo dei ratti colpiti da depressione e nelle cellule in vitro,[48] ma gli effetti sono minori
- La terapia laser a bassa intensità (Low-Level Laser Therapy, LLLT) ha effetti sinaptogenici e neurotrofici sui ratti. Questa terapia non invasiva è usata per curare le lesioni cerebrali e consiste nel proiettare luce quasi-infrarossa sul cranio in primis per diminuire l'ampiezza della lesione e ridurre la neuroinfiammazione. Gli effetti migliori sono stati registrati sui ratti sottoposti alla terapia 3 volte al giorno per 28 giorni dopo la lesione alla corteccia cerebrale.[49]
- Il cannabidiolo (CBD) contenuto nella Cannabis sativa induce rapidi effetti anti-depressivi a causa dell'aumento della sinaptogenesi nella corteccia prefrontale, in base a uno studio sui ratti.[50] Tuttavia, la cannabis è illegale in alcuni Paesi; ad esempio, in Italia dal 2025 la cannabis light (cioè con non oltre lo 0,2% di principio attivo) è generalmente illegale; è solo consentita la coltivazione di infiorescenze per florovivaismo professionale[51] e l'uso di medicinali contenenti cannabis terapeutica dietro prescrizione medica. Esempi d'uso della cannabis terapeutica sono la cura della sclerosi multipla, delle lesioni del midollo spinale e del glaucoma.[52] Uno studio di Calder e Hasler (2022) approfondisce l'effetto sinaptogenico (oltre che neurogenico e neurotrofico) di alcune sostanze stupefacenti.[53]